# میشل ویلانکورت
میشل ویلانکورت (انگلیسی: Michel Vaillancourt؛ زادهٔ ۲۶ ژوئیهٔ ۱۹۵۴) سوارکار پرش اهل کانادا است.